# Alex Mumbrú
Álex Mumbrú Murcia (ur. 12 czerwca 1979 w Barcelonie) – hiszpański koszykarz, występujący na pozycji niskiego skrzydłowego, mistrz świata (2006), Europy (2009), srebrny medalista olimpijski z Pekinu. Po zakończeniu kariery zawodniczej, trener koszykarski, aktualnie trener RETAbet Bilbao Basket.
W seniorskiej koszykówce debiutował w Joventucie Badalona pod koniec lat 90. W klubie tym grał w latach 1997-2002 oraz 2004-2006 (zwycięstwo w FIBA EuroCup w 2006). Sezony 2002-2004 spędził w Realu, a od 2006 ponownie jest koszykarzem madryckiego klubu. Z Królewskimi w 2007 zdobył tytuł mistrza Hiszpanii oraz triumfował w Pucharze ULEB.
Mierzący 202 cm wzrostu koszykarz jest członkiem hiszpańskiej drużyny narodowej. Zdobył z nią złoty medal 2006, srebro ME 2007, IO 08 oraz ME 2009 w Polsce.

## Osiągnięcia
Na podstawie, o ile nie zaznaczono inaczej.

### Klubowe
- Mistrz:
  - EuroChallenge (2006)
  - ULEB Cup (2007)
  - Hiszpanii (2007)
  - Katalonii (2005)
- Wicemistrz:
  - pucharu ULEB Cup/Eurocup (2004, 2013)
  - Hiszpanii (2011)
  - Katalonii (1999, 2001)
- Finalista pucharu Hiszpanii (1998, 2007)

### Indywidualne
- MVP:
  - finałów mistrzostw Katalonii (2005)
  - turnieju Catalan (2006)
  - kolejki ACB (23 – 2000/2001, 23 – 2001/2002, 21 – 2003/2004, 24 – 2005/2006, 5 – 2007/2008, 31 – 2009/2010, 33 – 2010/2011, 2, 26 – 2013/2014, 9 – 2016/2017)
- Zaliczony do I składu ACB (2016)
- Uczestnik meczu gwiazd hiszpańskiej ligi ACB (2001)

### Reprezentacja
- Mistrz:
  - świata (2006)
  - Europy (2009)
  - igrzysk śródziemnomorskich (2001)
- Wicemistrz:
  - olimpijski (2008)
  - Europy (2007)
- Brązowy medalista:
  - mistrzostw Europy (2013)
  - igrzysk śródziemnomorskich (2005)
- Uczestnik:
  - mistrzostw:
    - świata (2006, 2010 – 6. miejsce)
    - Europy U–22 (1998 – 4. miejsce)